# Taboo (serie de televisión de 2017)
Taboo es una serie de televisión británica producida por Scott Free London y Hardy Son & Baker para BBC One y FX. La serie fue estrenada por BBC One en el Reino Unido el 7 de enero de 2017 y por FX en Estados Unidos el 10 de enero de 2017. En España la serie fue estrenada por HBO también en enero.
La serie fue creada por Steven Knight, Tom Hardy y su padre Chips Hardy, y está basada en una historia escrita por Tom y Chips Hardy. Taboo está ambientada en 1814 y comienza con James Delaney (Tom Hardy) regresando a Inglaterra después de doce años en África con catorce diamantes robados, tras la muerte de su padre y la guerra con Estados Unidos llegando a su fin. La serie es una referencia al lado oscuro del Londres del siglo XIX.
Kristoffer Nyholm y Anders Engström dirigieron cada uno cuatro episodios de la primera temporada de la serie. La música fue compuesta por Max Richter. La serie ha recibido críticas generalmente favorables, especialmente por el papel de Hardy.

## Sinopsis
La serie, dividida en ocho capítulos y ambientada en 1814, comienza con James Delaney (Tom Hardy) cuando regresa a Inglaterra, por la muerte de su padre, tras pasar doce años en África y con catorce diamantes robados, mientras la guerra entre Reino Unido y los Estados Unidos, y su disputa por el estrecho clave de Nutca, se acerca a su fin.

## Elenco y personajes

### Principales
- Tom Hardy como James Keziah Delaney.
- Leo Bill como Benjamin Wilton.
- Jessie Buckley como Lorna Bow.
- Oona Chaplin como Zilpha Geary.
- Mark Gatiss como Jorge IV del Reino Unido.
- Tom Hollander como George Cholmondeley
- Stephen Graham como Atticus.
- Jefferson Hall como Thorne Geary.
- David Hayman como Brace.
- Edward Hogg como Michael Godfrey.
- Michael Kelly como el Dr. Edgar Dumbarton
- Jonathan Pryce como Sir Stuart Strange.
- Jason Watkins como Solomon Coop.
- Nicholas Woodeson como Robert Thoyt.
- Franka Potente como Helga von Hinten.

## Producción
La serie es una creación de Steven Knight, Tom Hardy y su padre, Edward "Chips" Hardy, y está basada en una historia escrita por los dos últimos. Knight y Tom Hardy ya habían trabajado juntos en la película de 2013 Locke y en la serie de televisión de la BBC Peaky Blinders, también estrenada en 2013. Las responsabilidades del director fueron compartidas entre Kristoffer Nyholm y Anders Engström, quienes dirigieron la película danesa The Killing (Forbrydelsen) y la sueca Jordskott, respectivamente. Toda la música fue compuesta por Max Richter. Steven Knight planeó que hubiera dos temporadas más de la serie, cuya segunda temporada fue anunciada en marzo de 2017. En abril de 2018 se confirmó la renovación para la segunda temporada, que constaría también de 8 episodios.

## Temporadas
| Temporada | Temporada | Episodios | Episodios | Emisión original   | Emisión original      |
| Temporada | Temporada | Episodios | Episodios | Primera emisión    | Última emisión        |
| --------- | --------- | --------- | --------- | ------------------ | --------------------- |
|           | 1         | 8         | 8         | 7 de enero de 2017 | 25 de febrero de 2017 |

### Primera temporada
| N.º | Título       | Dirigido por      | Escrito por                          | Fecha de emisión original | Audiencia en Reino Unido (millones) |
| --- | ------------ | ----------------- | ------------------------------------ | ------------------------- | ----------------------------------- |
| 1   | «Episodio 1» | Kristoffer Nyholm | Steven Knight                        | 7 de enero de 2017        | 7.00                                |
| 2   | «Episodio 2» | Kristoffer Nyholm | Steven Knight                        | 14 de enero de 2017       | 6.18                                |
| 3   | «Episodio 3» | Kristoffer Nyholm | Steven Knight                        | 21 de enero de 2017       | 5.57                                |
| 4   | «Episodio 4» | Kristoffer Nyholm | Steven Knight y Emily Ballou         | 28 de enero de 2017       | 5.36                                |
| 5   | «Episodio 5» | Anders Engström   | Steven Knight y Ben Hervey           | 4 de febrero de 2017      | 5.63                                |
| 6   | «Episodio 6» | Anders Engström   | Steven Knight y Edward "Chips" Hardy | 11 de febrero de 2017     | 5.43                                |
| 7   | «Episodio 7» | Anders Engström   | Steven Knight                        | 18 de febrero de 2017     | 5.53                                |
| 8   | «Episodio 8» | Anders Engström   | Steven Knight                        | 25 de febrero de 2017     | 5.59                                |

## Crítica
Algunos historiadores han mostrado su preocupación ya que la Compañía Británica de la India Oriental aparece retratada de forma poco cuidadosa. También ha recibido alguna crítica desde España por obviar la presencia de la Monarquía Hispánica en el territorio de Nutca. A pesar de ello, en general la serie ha recibido críticas favorables, especialmente por la actuación de Tom Hardy.